# Lajos Ligeti
Dans le nom hongrois Ligeti Lajos, le nom de famille précède le prénom, mais cet article utilise l’ordre habituel en français Lajos Ligeti, où le prénom précède le nom.
Lajos Ligeti, né le 28 octobre 1902 à Balassagyarmat et mort le 24 mai 1987 à Budapest, était un orientaliste et philologue hongrois, spécialisé dans les langues mongoles et turques.

## Référence
- (en) Cet article est partiellement ou en totalité issu de l’article de Wikipédia en anglais intitulé « Lajos Ligeti » (voir la liste des auteurs).